# Stanisław Gorczyk
Stanisław Gorczyk – polski „Sprawiedliwy wśród Narodów Świata”.

## Życiorys
W trakcie II wojny światowej Stanisław Gorczyk, mieszkaniec Skola był przemytnikiem, handlującym w Zamościu odzieżą i tekstyliami, które wymieniał na żywność. Znajomy Polak o nazwisku Antoni Dubel zaproponował mu pewnego dnia aby zabrał na Węgry Hersza Bena (Michał Dobesz), czeskiego Żyda i jego żonę. Ben wraz z żoną zostali deportowani do Polski i mieszkali pod przybraną tożsamością w Zamościu. Gorczyk zgodził się i w sierpniu 1942 r. wyjechał z Benami. Po bezpiecznym przekroczeniu granicy Hersz Ben poprosił Gorczyka o sprowadzenie kilku swoich znajomych Żydów z Zamościa. W sumie Gorczyk powtórzył tę podróż trzykrotnie, przywożąc na Węgry Stanisława Lanysa z żoną, Josefa Kalmana z żoną i 16-letnią siostrą. 
W 1983 r. kierujące nim motywy działania przedstawił następująco „przede wszystkim [kierowałem się] miłością do człowieka, miałem kolegów i koleżanki narodowości żydowskiej, którym pomagałem w miarę swoich skromnych możliwości, dzieląc się zdobytą żywnością”. 
27 stycznia 1986 r. Instytut Jad Waszem uhonorował Stanisława Gorczyka medalem „Sprawiedliwy wśród Narodów Świata”.